# Městský rybník (Ratiboř)
Staw miejski, dříve Staw Gondolowy německy Gondelteich a česky lze přeložit jako Městský rybník, je rybník v městském parku Park im. Miasta Roth w Raciborzu v městské čtvrti Centrum města Racibórz (Ratiboř) v okrese Ratiboř v jižním Polsku. Geograficky se nachází v nížině ratibořské kotliny ve Slezském vojvodství.

## Historie a popis
Rybník Staw miejski má plošnou rozlohu cca 1 ha a je centrálním motivem celého Parku im. Miasta Roth w Raciborzu. V rybníku se nachází zalesněný ostrůvek a fontána, která v letní sezóně vystřikuje vodu až do výšky 12 m. Již v období před druhou světovou válkou byl, podoně jako dnes, využíván k projížďkám na loďkách a odtud plyne i jeho dřívější název Staw Gondolowy (Gondolový rybník). V zimě byl a bývá rybník využíván i jako kluziště pro bruslaře. Zdroj vody je tvořen systémem potrubí vedeným z blízkých studní s prameny poblíž ulice Warszawska. Rybník byl založen pravděpodobně někdy v 19. století a v roce 1918 až 1920 byl i se vznikajícím parkem upravován a rozšiřován. V roce 1918 sloužil krátce i jako provizorní plovárna. Na břehu parku je vyhlídka, náměstí Plac z herbami miast Raciborza i Roth, stezky, hřiště pro děti aj. Rybník, který patří městu Ratiboř a jeho okolí bývají také občasně využívány k různým kulturním a společenským událostem.

## Galerie

Mapa Rybníku a jeho okolí
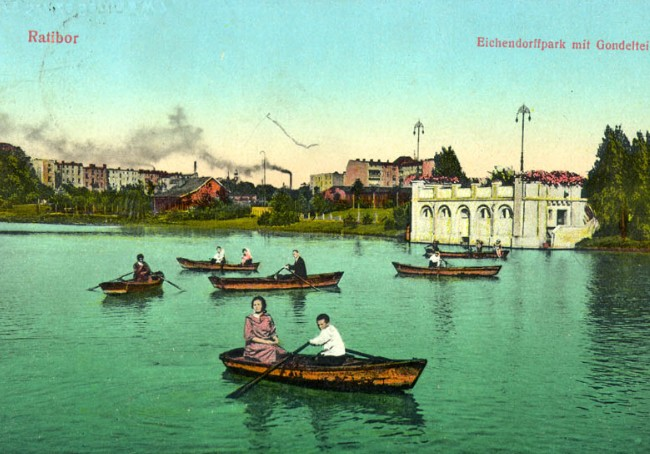
Historický snímek
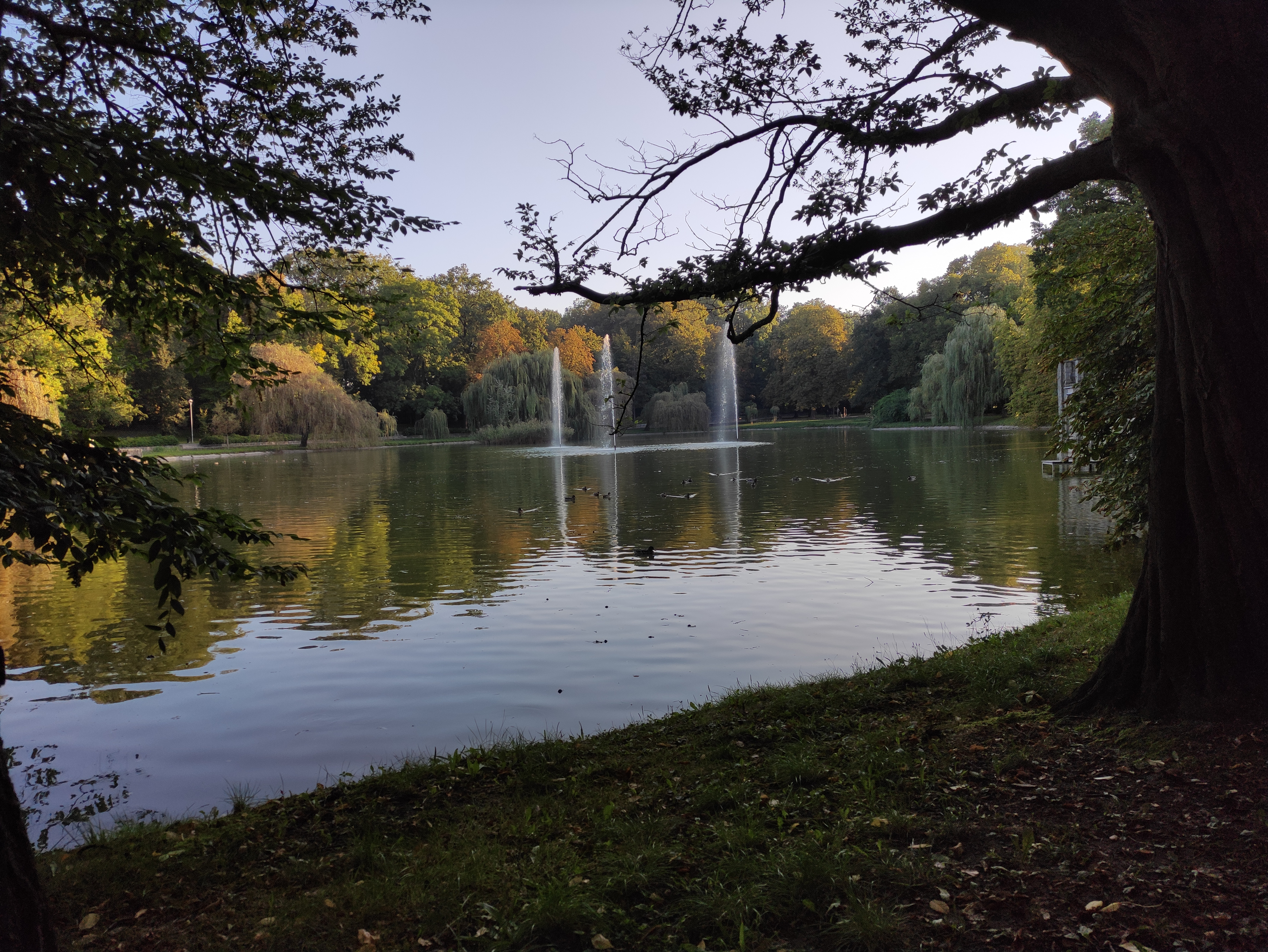
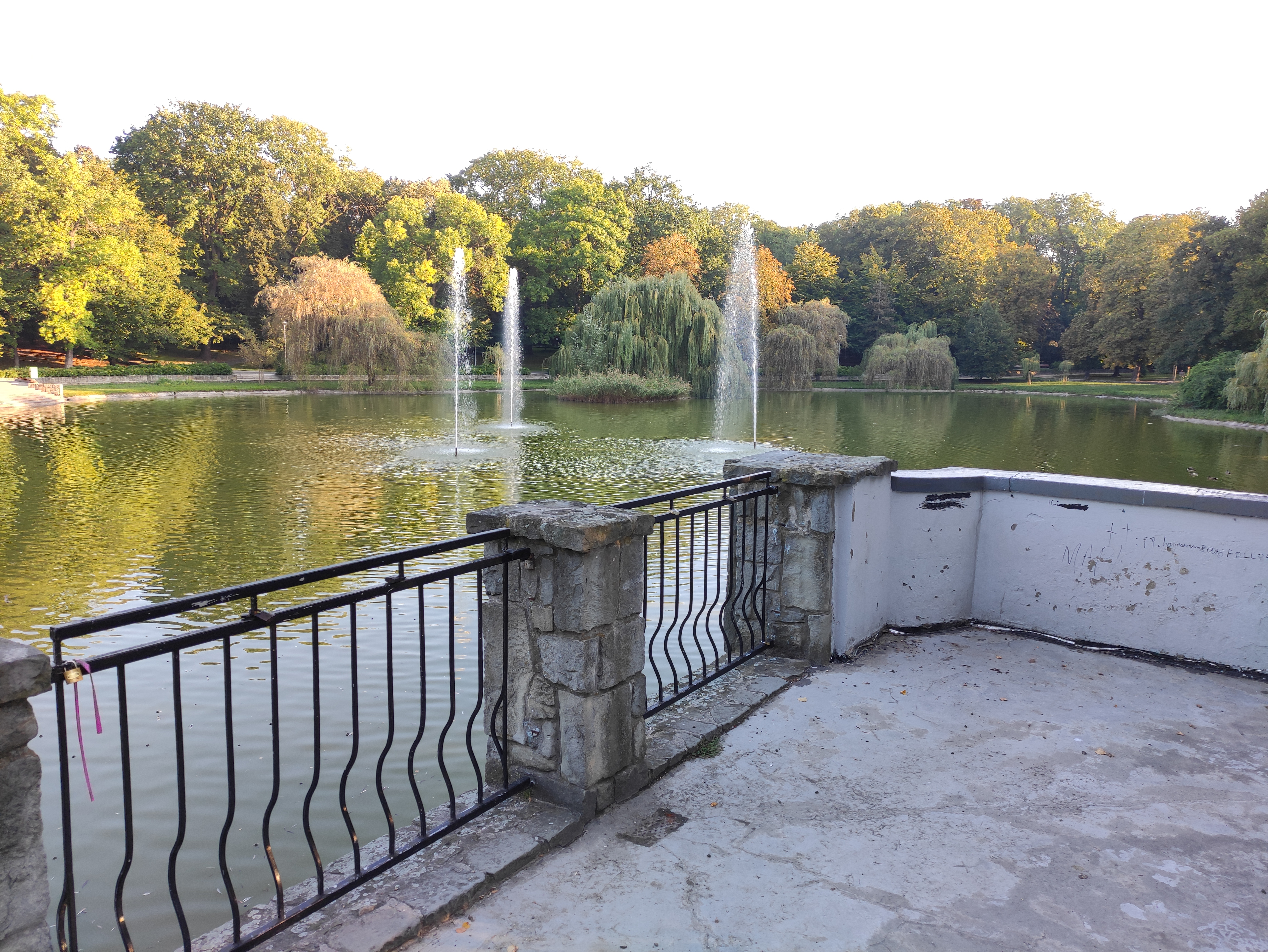
Vyhlídka
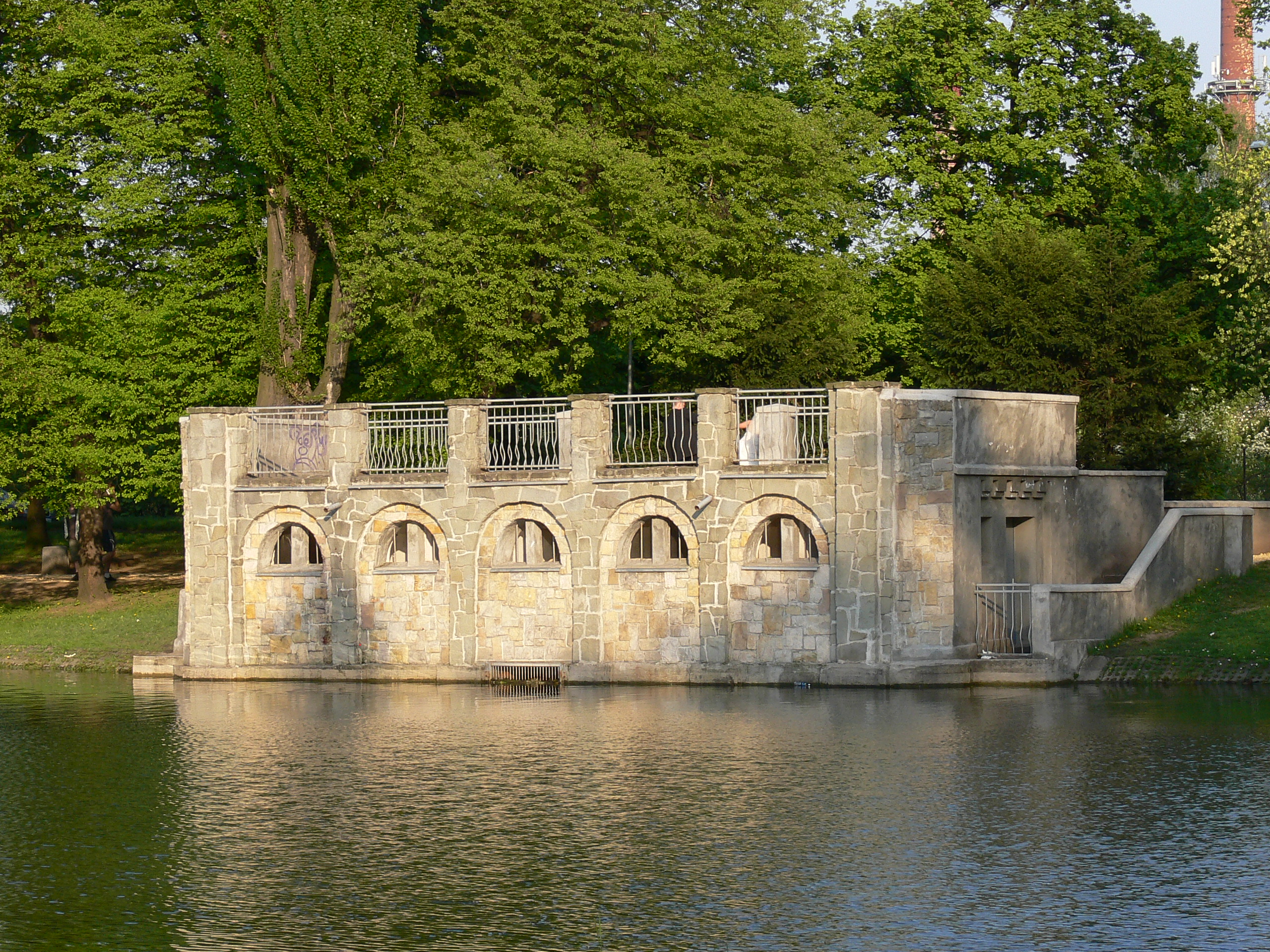
Vyhlídka
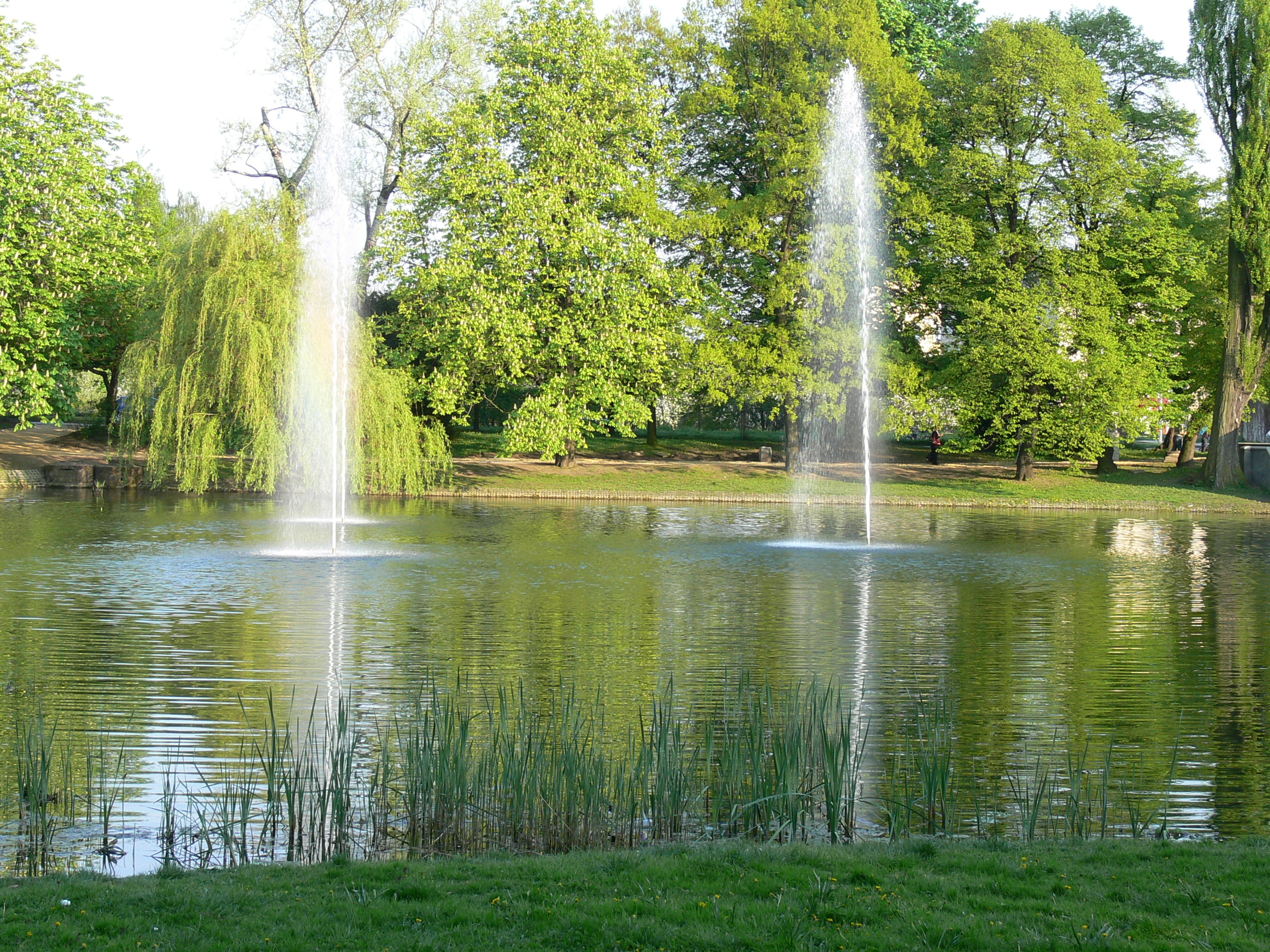
Fontány